# 鎌田政冨
鎌田 政冨（かまた まさとみ、永禄10年（1567年）11月 - 慶長3年11月7日（1598年12月5日））は安土桃山時代の薩摩国島津氏の家臣。通称は甚五郎、蔵人頭。父は鎌田政近。妻は有川貞真の娘。子は鎌田政統、娘（佐多忠充室）。
鎌田政近の次男として誕生、指宿の地頭を務めた。慶長2年（1597年）に慶長の役に参加し朝鮮国へ渡海する。翌慶長3年（1598年）、豊臣秀吉の死去に伴い、日本軍は11月15日を以って帰陣すると定めていたが、そんな折に順天に残る小西行長らが敵船により海上を封鎖される。島津義弘は小西らの安否を確かめるべく、泗川新城から政冨と敷根頼元を使いに出した。政冨らは敵番船の中を掻い潜り無事に順天へ入ったが、その帰路で逆風に遭い船が大破、敷根頼元共々溺死した。享年32。法名は「月船宗皎居士」。